# Mysterion (musikalbum)
Mysterion är det andra fullängds albumet av det norska black metal-bandet Tulus. Albumet utgavs 1998 av skivbolaget Hot Records.

## Låtförteckning
1. "Dommens fugl" – 3:15
2. "Skuggeskip" – 3:25
3. "Gravstenskugge" – 5:28
4. "Mysterion" – 3:43
5. "Vettevals" – 2:58
6. "Døderhulder" – 4:25
7. "Skriket fra juvet" – 4:59
8. "Evighetens port" – 3:23
9. "Mare" – 4:43

- Text: Hildr
- Musik: Sverre Stokland / Thomas Berglie

## Medverkande
Musiker (Tulus-medlemmar)
- Blodstrup (Sverre Stokland aka "Gard") – sång, gitarr
- Sarke (Thomas Berglie) – trummor
- Gottskalk (Frode Forsmo aka "Gonde") – basgitarr

Bidragande musiker
- Lilly Renee Mikalsen – sång
- Sarah Jezebel Deva (Sarah Jane Ferridge) – sång, bakgrundssång
- Christer Lunder – keyboard

Produktion
- Tulus  – producent
- Neseblod Bjørn Bergersen (Bjørn B. Bergersen) – ljudtekniker, ljudmix, mastering
- Ken Ingwersen – ljudmix, mastering
- Hildr (Hilde Nymoen) – sångtexter